# 1991年の日本競馬
1991年の日本競馬（1991ねんのにほんけいば）では、1991年（平成3年）の日本競馬界についてまとめる。馬齢は旧表記で統一する。
1990年の日本競馬 - 1991年の日本競馬 - 1992年の日本競馬

## 概要

### 降着制度の導入
欧米諸国でおおむね1950年代に導入されていた降着制度が、中央競馬では1月1日から（ただし実質的には1月5日の開催から）、地方競馬では4月1日からそれぞれ導入された。中央競馬における最初の降着は導入初日の1月5日、中山競馬第8競走で第13位に入線したミヤギノフジ（寺島祐治騎乗）が15着に降着となったのが最初。また1位入線馬の降着はその翌日（1月6日）の京都競馬第11競走で行われたKBS京都紅梅賞でのリンデンリリー（須貝尚介騎乗、13着降着）が最初となった。更にGI競走では天皇賞・秋で1位入線のメジロマックイーンが最下位（18着）に降着となり、大きな話題となった（第104回天皇賞も参照）。

### 馬番連勝複式の導入
日本中央競馬会が新たな勝ち馬投票券として馬番連勝複式を導入。8月31日の函館競馬場開催から試験発売を開始し、10月5日から本格導入した。これに伴い、単枠指定制度は廃止された。最後に行われた単枠指定競走は9月22日のセントライト記念であったが、この時の単枠指定馬レオダーバンは3着に敗れた。また、フルゲートの上限が18頭と定められたため、この年の東京優駿（以下日本ダービーと記述）馬トウカイテイオーは8枠20番に単枠指定されたが、馬番号19番以後のダービー馬は今後この制度が改められない限りは現れないこととなる。

### トウカイテイオーの活躍
日本競馬史上最強馬と呼ばれたGI7勝馬シンボリルドルフの初年度産駒トウカイテイオーが、無敗のまま皐月賞、日本ダービーを優勝。父に次いで史上2頭目の無敗の三冠馬となるところだったが、日本ダービー競走中での骨折により菊花賞を断念。三冠挑戦はならなかった。なお、関西馬による日本ダービー優勝は1982年のバンブーアトラス以来9年ぶりであった。

### 3歳GIの東西統一
前年（1990年）まで朝日杯3歳ステークスと阪神3歳ステークスとして東西別に行われていた3歳（現在の馬齢表記では2歳）のGIが統一され、前者は牡馬・騸馬限定戦となり、後者は牝馬限定の阪神3歳牝馬ステークスと改称された。
前者はミホノブルボン、後者はニシノフラワーがそれぞれ1番人気に応えて勝利を収めたが、いずれも翌年のクラシック路線の中心として活躍した。現在では、それぞれ朝日杯フューチュリティステークス（牡牝混合）・阪神ジュベナイルフィリーズと改称されている。

### 阪神競馬場の改修
阪神競馬場は前年の第4回開催終了から改修工事に着手し、本年11月30日に竣工した。従来のスタンドを一新し、更に最後の直線走路には坂を設けた。なお、この年の開催については例年の第1回・第4回開催は中京競馬場に、桜花賞を含む第2回、宝塚記念を含む第3回開催は京都競馬場にそれぞれ振り替えて開催された。

## できごと

### 1月 - 3月
- 1月5日 - 中央競馬のゼッケンが、全競走で馬名入りとなる[1]。
- 1月15日 - オグリキャップが笠松競馬場に里帰りし、岐阜県スポーツ栄誉賞を授与される[1]。
- 2月16日 - 日本中央競馬会が日高育成総合施設の建設に向けて、「日高育成総合施設計画室」を発足させる[1]。
- 3月3日 - 3億6050万円の史上最高額[注 1]で落札されたサンゼウスが弥生賞に挑戦して話題となる。東の3歳チャンピオン、リンドシェーバーと西の3歳チャンピオン、イブキマイカグラに次いで、1勝馬ながら3番人気となった。結果はイブキマイカグラがリンドシェーバーとの接戦を制し、サンゼウスは8着に終わった。
- 3月6日 - 社団法人全国乗馬倶楽部振興協会が設立される[2]。
- 3月15日 - 財団法人軽種馬育成調教センターが設立される[2]。

### 4月 - 6月
- 4月3日 - 大井競馬場で行われた第14回帝王賞で、8歳のチヤンピオンスターが同競走3年ぶりの優勝。帝王賞史上初の同一レース2度目の優勝馬となった。
- 4月7日 - 第51回桜花賞で、1番人気に支持されていたイソノルーブルが競走前に落鉄。蹄鉄の打ち直しにも失敗したため右前脚に蹄鉄を装着しないまま11分遅れでスタート。このとき場内放送で観客には落鉄の事実は告げられていたが、打ち直しが失敗したことは告げられなかったため大きな混乱を招いた。
- 4月20日 - 中央競馬において、パソコンなどを使った在宅投票システム「PAT方式」が導入される[2]。

### 7月 - 9月
- 7月7日 - 高松宮杯（当時は2000mのG2）で祖母イットー、母ハギノトップレディに次ぐ母子3代制覇に挑んだダイイチルビーは、ダイタクヘリオスにハナ差で敗れる。
- 8月22日 - アメリカ合衆国・サラトガ競馬場で行われたセネカハンデキャップ（G3）において、武豊がエルセニョールに騎乗して優勝、中央競馬所属騎手として初の海外競走制覇を成し遂げた[2]。
- 9月16日 - 「競馬法及び日本中央競馬会法の一部を改正する法律」が施行。理事定員の増員などのほか、宮崎競馬場が宮崎育成牧場に改称された[2]。

### 10月 - 12月
- 10月5日 - 馬番連勝式馬券（馬連）が東京・京都・福島の競馬場、および一部地域を除いた全国のウインズで発売開始される。また、単勝・複勝の馬券に売得金の5%を上乗せした「特別給付金」を開始した[2]。
- 10月20日 - 中央競馬の増沢末夫が2,000勝を達成[2]。
- 10月22日 - 財団法人全国競馬・畜産振興会が設立される[3]。
- 10月26日 - 東京競馬場内に、JRA競馬博物館が開場する[3]。
- 10月27日 - 第104回天皇賞で1位に入線したメジロマックイーンが18着に降着。G1競走史上初となる1位入線馬の失格・降着となった。
- 12月15日 - スプリンターズステークスで1番人気のケイエスミラクルが最後の直線入口で先頭に立ったところで骨折、競走中止。予後不良となった。この事故をかわした2番人気のダイイチルビーが抑えたままタイレコードで優勝。
- 12月17日 - 川崎競馬の佐々木竹見が6,500勝を達成[3]。
- 12月21日 - ラジオたんぱ杯3歳ステークスでノーザンコンダクトが勝ち、管理調教師の伊藤修司は27年連続重賞競走勝利を達成。
- 12月22日 - 有馬記念で15頭立て14番人気、単勝オッズ137.9倍のダイユウサクがコースレコードとなる2分30秒6で勝利。

## 競走成績

### 中央競馬・平地GI
- 第51回桜花賞（京都競馬場・4月7日） 優勝：シスタートウショウ、騎手：角田晃一
- 第51回皐月賞（中山競馬場・4月14日） 優勝：トウカイテイオー、騎手：安田隆行
- 第103回天皇賞（春）（京都競馬場・4月28日） 優勝：メジロマックイーン、騎手：武豊
- 第41回安田記念（東京競馬場・5月12日） 優勝：ダイイチルビー、騎手：河内洋
- 第52回優駿牝馬（オークス）（東京競馬場・5月19日） 優勝：イソノルーブル、騎手：松永幹夫
- 第58回東京優駿（日本ダービー）（東京競馬場・5月26日） 優勝：トウカイテイオー、騎手：安田隆行
- 第32回宝塚記念（京都競馬場・6月9日） 優勝：メジロライアン、騎手：横山典弘
- 第104回天皇賞（秋）（東京競馬場・10月27日） 優勝：プレクラスニー、騎手：江田照男
- 第52回菊花賞（京都競馬場・11月3日） 優勝：レオダーバン、騎手：岡部幸雄
- 第16回エリザベス女王杯（京都競馬場・11月10日） 優勝：リンデンリリー、騎手：岡潤一郎
- 第8回マイルチャンピオンシップ（京都競馬場・11月17日） 優勝：ダイタクヘリオス、騎手：岸滋彦
- 第11回ジャパンカップ（東京競馬場・11月24日） 優勝：ゴールデンフェザント、騎手：ゲイリー・スティーヴンス
- 第43回阪神3歳牝馬ステークス（阪神競馬場・12月1日） 優勝：ニシノフラワー、騎手：佐藤正雄
- 第43回朝日杯3歳ステークス（中山競馬場・12月8日） 優勝：ミホノブルボン、騎手：小島貞博
- 第25回スプリンターズステークス（中山競馬場・12月15日） 優勝：ダイイチルビー、騎手：河内洋
- 第36回有馬記念（中山競馬場・12月22日） 優勝：ダイユウサク、騎手：熊沢重文

### 中央競馬・障害
- 第106回中山大障害（春）（中山競馬場・4月6日） 優勝：シンコウアンクレー、騎手：田中剛
- 第107回中山大障害（秋）（中山競馬場・12月21日） 優勝：シンボリモントルー、騎手：成田均

### 地方競馬主要競走
- 第14回帝王賞（大井競馬場・4月3日）優勝：チヤンピオンスター（騎手：高橋三郎）
- 第30回楠賞全日本アラブ優駿（園田競馬場・5月22日）優勝：ハギノメジャー（騎手：田中道夫）
- 第37回東京ダービー（大井競馬場・6月6日）優勝：アポロピンク（騎手：鈴木啓之）
- 第3回ブリーダーズゴールドカップ（札幌競馬場・10月10日）優勝：カミノクレッセ（騎手：南井克巳）
- 第11回全日本アラブクイーンカップ（園田競馬場・10月16日）優勝：ニシノラツキー（騎手：圓田修）
- 第37回全日本アラブ大賞典（大井競馬場・12月5日）優勝：コスモノーブル（騎手：石崎隆之）
- 第37回東京大賞典（大井競馬場・12月24日）優勝：ボールドフエイス（騎手：堀千亜樹）

## 表彰

### JRA賞
- 年度代表馬・最優秀4歳牡馬・最優秀父内国産馬 トウカイテイオー
- 最優秀3歳牡馬 ミホノブルボン
- 最優秀3歳牝馬 ニシノフラワー
- 最優秀4歳牝馬 シスタートウショウ
- 最優秀5歳以上牡馬 メジロマックイーン
- 最優秀5歳以上牝馬・最優秀スプリンター ダイイチルビー
- 最優秀ダートホース ナリタハヤブサ
- 最優秀障害馬 シンボリクリエンス
- 最優秀アラブ アフェクトダンサー

### NARグランプリ
- サラブレッド系年度代表馬 ダイコウガルダン
- アラブ系年度代表馬 コスモノーブル
- ばんえい年度代表馬 ヒカルテンリュウ

## リーディング

### リーディングジョッキー
| 分類         | 騎手の氏名 | 勝利数 |
| ------------ | ---------- | ------ |
| 中央競馬     | 岡部幸雄   | 128    |
| 地方競馬     | 石崎隆之   | 226    |
| ばんえい競走 |            |        |

### リーディングトレーナー
| 分類         | 調教師の氏名 | 勝利数 |
| ------------ | ------------ | ------ |
| 中央競馬     | 渡辺栄       | 46     |
| 地方競馬     |              |        |
| ばんえい競走 |              |        |

### リーディングオーナー
- （有）社台レースホース（中央）[5]

### リーディングブリーダー
- 社台ファーム

### リーディングサイアー
- ノーザンテースト（中央）
- スイフトスワロー（地方サラ系）[4]

### リーディングブルードメアサイアー
- ノーザンテースト

## 誕生

### 人物
- 3月22日 - 水口優也（JRA騎手）
- 9月4日 - 高倉稜（JRA騎手）
- 9月7日 - 山崎雅由（高知競馬場騎手）
- 11月9日 - 川須栄彦（JRA騎手）
- 11月18日 - 遠藤健太（大井競馬場騎手）

### 競走馬
この年に生まれた競走馬は1994年のクラシック世代となる。
- 2月8日 - ビコーペガサス
- 2月11日 - ツルマルガール
- 2月13日 - フェアリードール
- 2月20日 - ウインドインハーヘア
- 3月4日 - ショウリノメガミ
- 3月10日 - シャイニンレーサー
- 3月11日 - フジノマッケンオー
- 3月12日 - タイキブリザード
- 3月18日 - カネツクロス、スガノオージ
- 3月23日 - オースミタイクーン
- 3月26日 - チョウカイキャロル、ヒシアマゾン
- 3月27日 - ファンドリショウリ
- 3月29日 - イイデライナー
- 3月31日 - ゴールデンジャック
- 4月4日 - ボディーガード
- 4月10日 - ヤシマソブリン
- 4月14日 - サムソンビッグ
- 4月17日 - メルシーステージ
- 4月21日 - エアダブリン、オフサイドトラップ
- 4月22日 - ハートレイク
- 4月23日 - セタノキング
- 4月26日 - オースミレパード、シスターソノ
- 5月2日 - デュークグランプリ
- 5月3日 - キョウトシチー、ナリタブライアン
- 5月5日 - エイシンワシントン、ノーザンポラリス
- 5月6日 - ナムラコクオー
- 5月8日 - サクラローレル
- 5月12日 - スターマン
- 5月13日 - イナズマタカオー
- 5月14日 - カルラネイチャー
- 5月20日 - オグリローマン
- 5月23日 - テイエムジャンボ
- 5月24日 - アワパラゴン
- 5月27日 - トワイニング
- 5月31日 - エンドスウィープ
- 6月1日 - サクラエイコウオー
- 6月2日 - ブライアンズロマン
- 6月5日 - ライブリマウント
- 10月2日 - ヤマニンバイタル

## 死去

### 人物
- 5月27日 - 田所稔（元騎手、調教師）
- 8月22日 - 久保田金造（元調教師）
- 10月8日 - 藤本冨良（元調教師）
- 12月16日 - ホレイショ・ルロ （ノーザンダンサーの調教師 ）

### 競走馬
- 1月5日 - メジロボサツ
- 3月5日 - アローエクスプレス
- 3月31日 - メルシーアトラ
- 4月17日 - シービークロス
- 5月12日 - ラッキールーラ
- 9月16日 - コーネルランサー
- 10月16日 - カツトップエース
- 11月14日 - カーネルシンボリ
- 12月15日 - ケイエスミラクル
- 12月28日 - アクチブハトリ